# Gran Premio d'Europa 2006
Il Gran Premio d'Europa 2006 è stata la quinta prova della stagione 2006 del campionato mondiale di Formula 1. La gara si è tenuta domenica 7 maggio sul circuito del Nürburgring, in Germania, ed è stata vinta dal tedesco Michael Schumacher su Ferrari, all'ottantaseiesimo successo in carriera; Schumacher ha preceduto all'arrivo lo spagnolo Fernando Alonso su Renault e il suo compagno di squadra, il brasiliano Felipe Massa.

## Vigilia

### Aspetti sportivi
Dopo l'incidente di Imola, Yuji Ide si vede revocare la superlicenza da pilota, così la Super Aguri si è trovata costretta a cercare un altro pilota. Per questo Gran Premio è stato scelto il collaudatore francese Franck Montagny.

## Prove

### Risultati
Nella prima sessione del venerdì si è avuta questa situazione:
| Pos | Nº | Pilota           | Costruttore       | Tempo    | Gap    | Giri |
| --- | -- | ---------------- | ----------------- | -------- | ------ | ---- |
| 1   | 35 | Alexander Wurz   | Williams-Cosworth | 1'32"079 |        | 20   |
| 2   | 36 | Anthony Davidson | Honda             | 1'32"399 | +0"320 | 29   |
| 3   | 38 | Robert Kubica    | BMW Sauber        | 1'32"852 | +0"773 | 22   |

Nella seconda sessione del venerdì si è avuta questa situazione:
| Pos | Nº | Pilota             | Costruttore       | Tempo    | Gap    | Giri |
| --- | -- | ------------------ | ----------------- | -------- | ------ | ---- |
| 1   | 35 | Alexander Wurz     | Williams-Cosworth | 1'32"675 |        | 27   |
| 2   | 5  | Michael Schumacher | Ferrari           | 1'33"579 | +0"904 | 14   |
| 3   | 1  | Fernando Alonso    | Renault           | 1'33"619 | +0"944 | 14   |

Nella sessione del sabato mattina si è avuta questa situazione:
| Pos | Nº | Pilota             | Costruttore | Tempo    | Gap    | Giri |
| --- | -- | ------------------ | ----------- | -------- | ------ | ---- |
| 1   | 5  | Michael Schumacher | Ferrari     | 1'30"788 |        | 12   |
| 2   | 6  | Felipe Massa       | Ferrari     | 1'31"093 | +0"305 | 10   |
| 3   | 7  | Ralf Schumacher    | Toyota      | 1'31"395 | +0"607 | 21   |

## Qualifiche

### Resoconto
La Super Aguri spera che il nuovo pilota la possa portare almeno nella Q2, invece Montagny si classifica a 13 secondi dalla Q2. Insieme alle Super Aguri vanno fuori le Midland, Scott Speed e Christian Klien, mentre Vitantonio Liuzzi riesce a conquistare un altro passaggio in Q2.
Subito le prime eliminazioni pesanti: Giancarlo Fisichella e Ralf Schumacher; il primo eliminato di 3 decimi a seguito di un'involontaria vicenda con Jacques Villeneuve, l'altro di 40 millesimi, da Mark Webber. Inoltre vanno fuori gli altri due tedeschi, Nick Heidfeld e Nico Rosberg, insieme al veterano David Coulthard e alla Toro Rosso di Liuzzi. Primo tempo di Michael Schumacher.
Finita la seconda sessione, Fisichella si precipita furibondo al box della BMW Sauber rimproverando e insultando Villeneuve, in quanto il pilota canadese, durante il giro di rientro, ostacolò, senza accorgersi, il pilota italiano durante il suo giro di qualifica, rovinandogli così la sua prestazione e impedendogli di accedere a un'eventuale ultima sessione di qualificazione.
Nella Q3 sono le Ferrari a dominare, con Schumacher e Felipe Massa davanti per quasi tutta la durata della sessione. Però Alonso riesce a scendere sotto l'1'30" e conquista la pole position con un'auto molto leggera, seguito dalle Ferrari e da Barrichello.

### Risultati
Nella sessione di qualifica si è avuta questa situazione:
| Pos | Nº | Pilota               | Costruttore       | Q1       | Q2       | Q3       | Griglia |
| --- | -- | -------------------- | ----------------- | -------- | -------- | -------- | ------- |
| 1   | 1  | Fernando Alonso      | Renault           | 1'31"138 | 1'30"336 | 1'29"819 | 1       |
| 2   | 5  | Michael Schumacher   | Ferrari           | 1'31"235 | 1'30"013 | 1'30"028 | 2       |
| 3   | 6  | Felipe Massa         | Ferrari           | 1'31"921 | 1'30"732 | 1'30"407 | 3       |
| 4   | 11 | Rubens Barrichello   | Honda             | 1'31"671 | 1'30"469 | 1'30"754 | 4       |
| 5   | 3  | Kimi Räikkönen       | McLaren-Mercedes  | 1'31"263 | 1'30"203 | 1'30"933 | 5       |
| 6   | 12 | Jenson Button        | Honda             | 1'31"420 | 1'30"755 | 1'30"940 | 6       |
| 7   | 8  | Jarno Trulli         | Toyota            | 1'31"809 | 1'30"733 | 1'31"419 | 7       |
| 8   | 4  | Juan Pablo Montoya   | McLaren-Mercedes  | 1'31"774 | 1'30"671 | 1'31"880 | 8       |
| 9   | 9  | Mark Webber          | Williams-Cosworth | 1'31"712 | 1'30"892 | 1'33"405 | 19      |
| 10  | 17 | Jacques Villeneuve   | BMW Sauber        | 1'31"545 | 1'30"865 | 1'36"998 | 9       |
| 11  | 7  | Ralf Schumacher      | Toyota            | 1'31"470 | 1'30"944 | N.D.     | 10      |
| 12  | 10 | Nico Rosberg         | Williams-Cosworth | 1'32"053 | 1'31"194 | N.D.     | 22      |
| 13  | 2  | Giancarlo Fisichella | Renault           | 1'31"574 | 1'31"197 | N.D.     | 11      |
| 14  | 14 | David Coulthard      | RBR-Ferrari       | 1'31"742 | 1'31"227 | N.D.     | 12      |
| 15  | 16 | Nick Heidfeld        | BMW Sauber        | 1'31"457 | 1'31"422 | N.D.     | 13      |
| 16  | 20 | Vitantonio Liuzzi    | STR-Cosworth      | 1'32"621 | 1'31"728 | N.D.     | 14      |
| 17  | 15 | Christian Klien      | RBR-Ferrari       | 1'32"901 | N.D.     | N.D.     | 15      |
| 18  | 19 | Christijan Albers    | MF1-Toyota        | 1'32"936 | N.D.     | N.D.     | 16      |
| 19  | 21 | Scott Speed          | STR-Cosworth      | 1'32"992 | N.D.     | N.D.     | 17      |
| 20  | 18 | Tiago Monteiro       | MF1-Toyota        | 1'33"658 | N.D.     | N.D.     | 18      |
| 21  | 22 | Takuma Satō          | Super Aguri-Honda | 1'35"239 | N.D.     | N.D.     | 20      |
| 22  | 23 | Franck Montagny      | Super Aguri-Honda | 1'46"505 | N.D.     | N.D.     | 21      |

In grassetto sono indicate le migliori prestazioni in Q1, Q2 e Q3.

## Gara

### Resoconto
Al via Fernando Alonso scatta bene e si porta subito in testa tenendosi dietro le due Ferrari, mentre nelle retrovie Vitantonio Liuzzi e David Coulthard si toccano: ad averne la peggio è l'italiano, costretto al ritiro, ma già nei primi due giri Coulthard si ferma due volte ai box, lamentando dei problemi alla sua monoposto e ritirandosi.
I primi a fermarsi, al termine del diciassettesimo giro, sono Alonso e Massa, i quali lasciano la testa della gara a Michael Schumacher, seguito da Kimi Räikkönen. Il tedesco, nel tentativo di recuperare almeno una posizione, spinge a fondo prima di fermarsi ai box il giro seguente. Al comando si ritrova il finlandese, che lo detiene per sei giri fino alla sosta effettuata al venticinquesimo passaggio.
Al termine della prima tornata di soste Alonso è ancora in testa, tallonato però da Michael Schumacher. Alonso effettua la seconda sosta al trentottesimo giro, lasciando la posizione al tedesco, il quale ha tutto il tempo per guadagnare un margine sufficiente a rientrare davanti ad Alonso al termine della sua seconda sosta. Due giri dopo si ferma Massa, lasciando così Schumacher solo in prima posizione. Il tedesco effettua la sosta al quarantunesimo giro, riuscendo a rientrare davanti ad Alonso per poi andare a vincere la gara.

### Risultati
I risultati del Gran Premio sono i seguenti:
| Pos | Nº | Pilota               | Costruttore       | Giri | Tempo/Ritiro       | Griglia | Punti |
| --- | -- | -------------------- | ----------------- | ---- | ------------------ | ------- | ----- |
| 1   | 5  | Michael Schumacher   | Ferrari           | 60   | 1h35'58"765        | 2       | 10    |
| 2   | 1  | Fernando Alonso      | Renault           | 60   | +3"751             | 1       | 8     |
| 3   | 6  | Felipe Massa         | Ferrari           | 60   | +4"447             | 3       | 6     |
| 4   | 3  | Kimi Räikkönen       | McLaren-Mercedes  | 60   | +4"879             | 5       | 5     |
| 5   | 11 | Rubens Barrichello   | Honda             | 60   | +72"586            | 4       | 4     |
| 6   | 2  | Giancarlo Fisichella | Renault           | 60   | +74"116            | 11      | 3     |
| 7   | 10 | Nico Rosberg         | Williams-Cosworth | 60   | +74"565            | 22      | 2     |
| 8   | 17 | Jacques Villeneuve   | BMW Sauber        | 60   | +89"364            | 9       | 1     |
| 9   | 8  | Jarno Trulli         | Toyota            | 59   | +1 giro            | 7       |       |
| 10  | 16 | Nick Heidfeld        | BMW Sauber        | 59   | +1 giro            | 13      |       |
| 11  | 21 | Scott Speed          | STR-Cosworth      | 59   | +1 giro            | 17      |       |
| 12  | 18 | Tiago Monteiro       | MF1-Toyota        | 59   | +1 giro            | 18      |       |
| 13  | 19 | Christijan Albers    | MF1-Toyota        | 59   | +1 giro            | 16      |       |
| Rit | 7  | Ralf Schumacher      | Toyota            | 52   | Motore             | 10      |       |
| Rit | 4  | Juan Pablo Montoya   | McLaren-Mercedes  | 52   | Motore             | 8       |       |
| Rit | 22 | Takuma Satō          | Super Aguri-Honda | 45   | Idraulica          | 20      |       |
| Rit | 23 | Franck Montagny      | Super Aguri-Honda | 29   | Idraulica          | 21      |       |
| Rit | 12 | Jenson Button        | Honda             | 28   | Motore             | 6       |       |
| Rit | 15 | Christian Klien      | RBR-Ferrari       | 28   | Trasmissione       | 15      |       |
| Rit | 9  | Mark Webber          | Williams-Cosworth | 12   | Idraulica          | 19      |       |
| Rit | 14 | David Coulthard      | RBR-Ferrari       | 2    | Danni da incidente | 12      |       |
| Rit | 20 | Vitantonio Liuzzi    | STR-Cosworth      | 0    | Danni da incidente | 14      |       |

## Classifiche mondiali

### Piloti
| Pos | Pilota               | Punti |
| --- | -------------------- | ----- |
| 1   | Fernando Alonso      | 44    |
| 2   | Michael Schumacher   | 31    |
| 3   | Kimi Räikkönen       | 23    |
| 4   | Giancarlo Fisichella | 18    |
| 5   | Juan Pablo Montoya   | 15    |
| 6   | Felipe Massa         | 15    |
| 7   | Jenson Button        | 13    |
| 8   | Ralf Schumacher      | 7     |
| 9   | Rubens Barrichello   | 6     |
| 10  | Mark Webber          | 6     |
| 11  | Jacques Villeneuve   | 6     |
| 12  | Nick Heidfeld        | 5     |
| 13  | Nico Rosberg         | 4     |
| 14  | David Coulthard      | 1     |
| 15  | Christian Klien      | 1     |

### Costruttori
| Pos | Costruttore       | Punti |
| --- | ----------------- | ----- |
| 1   | Renault           | 62    |
| 2   | Ferrari           | 46    |
| 3   | McLaren-Mercedes  | 38    |
| 4   | Honda             | 19    |
| 5   | BMW Sauber        | 11    |
| 6   | Williams-Cosworth | 10    |
| 7   | Toyota            | 7     |
| 8   | RBR-Ferrari       | 2     |